# پایین، گذر سقاخانه
پایین، گذر سقاخانه نمایشنامه‌ای است از اکبر رادی از اواخرِ عمرش.

## نمایش‌های برجسته
این نمایشنامه سالِ ۱۳۸۵ به کارگردانیِ پرویز مرزبان در تالارِ وحدت بر صحنه رفته است.

## خلاصه داستان
زن سیاه‌پوش با ویلچر و کودک افلیجش، مرد مؤمن با دختربچه همراهش، دو مرد با سیماچه اشقیا، دسته عزادارانِ زنجیرزن، و یکی چند رهگذر. گذری است قدیمی با سقّاخانه‌ای سمت راستِ ما و جنب یک درخت چنار کهنسال که در قواره آدم عظیم‌الجثه‌ای روی زمین قوز کرده است. شمع‌های سقاخانه تک و توکی روشن است و دورش سیاه محتشمی کشیده‌اند و یک شمایل حضرت ابوالفضل نیز در قاب شیشه بالای آن نصب است. کنار سقاخانه منبع آبی با گنبد و گلدسته‌های برنجی (ماکت مَشاهد متبرّکه) بر یک چهار پایه استوار شده، و در دو گوش جلوی چهارپایه دو جام مسی به منبع آب که فی‌الواقع شربت بیدمِشک است، زنجیر کرده‌اند... به تنه خشکیده و شاخ و بال و همناک چنار دخیل‌های رنگارنگی بسته شده است که معلوم می‌کند درخت نظر کرده‌ای است. زیر این اِسکلت خمیده وحشی یک نیمکت چوبی، در پیشنمای چپ، قهوه‌خانه دونگی، و رو به روی ما به ترتیب از نبش چپ به راست: کبابی «شمشاد»، آرایشگاه «چارلی»، و بعد چینه یک باغ کهنه و پشت باغ مناره آبی مسجد بازارچه از دور نمایان است.